# Vita Karoli Magni

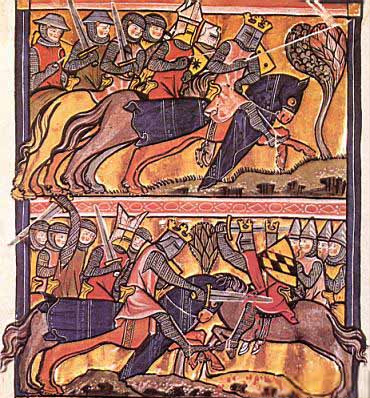
Vita Karoli Magni. Imagen

Vita Karoli Magni o Vita Caroli Magni (Vida de Carlomagno en español) es una biografía de Carlomagno escrita por Eginardo.

## Contexto literario
La biografía fue la primera escrita sobre un rey europeo. Eginardo escribió el libro en latín entre el año 830 y el 833. El autor intenta imitar el estilo del historiador de la Roma antigua, Gayo Suetonio Tranquilo, quien escribió doce biografías en Las vidas de los doce césares.

## Fecha
La fecha de la obra es imprecisa y existen varias teorías al respecto. La inclusión de las últimas voluntades de Carlomagno al final de la obra deja bastante claro que, al menos, fue terminada después de su muerte en el 814. La primera referencia a la obra, con todo, viene en una carta a Eginardo de Lupus Servatus que está fechada a mediados del siglo IX. El rango de fechas propuesto ronda entre el 817 y el 833, con base en interpretaciones del mensaje en el contexto político de los primeros años del reinado de Ludovico Pío y en la actitud de Ludovico hacia su padre. Ninguna teoría ha tomado prevalencia sobre el resto y, por ello, el debate está abierto aún.

## Autor
El libro de Eginhardo trata sobre la parte más intima del rey Carlomagno, sus hábitos personales y sobre sus gustos. Fue uno de los personajes favoritos en la corte de Carlomagno, gracias a lo cual tuvo información interna. Eginhardo recibió clases avanzadas en el monasterio de Fulda desde 779. Fue un estudiante excepcional y estaba bastante bien informado. Carlomagno supo sobre la maestría de Eginhardo y lo envió a su escuela palacio de Aquisgrán en 791. Eginhardo recibió un empleo de la corte de Carlomagno sobre el año 796. Estuvo durante unos 20 años en dicha posición. Escribió su biografía después de abandonar Aquisgrán, cuando ya vivía en Seligenstadt.

### Eginardo y Carlomagno
La posición de Eginardo con Carlomagno era la de un ministro de obras públicas actual, gracias a lo cual tuvo conocimiento íntimo de su corte. Einhart también tuvo la a responsabilidad de controlar muchas de las abadías del reino de Carlomagno. También hay una leyenda que dice que la esposa de Einhart era una de las hijas de Carlomagno, sin embargo, esto no ha sido probado y pudo haber sido una invención del  siglo XII puesto que no hay pruebas reales.

## Relevancia
La mayor parte de las biografías de la Edad Media relatan sólo las buenas acciones del protagonista, con mucha información arreglada. La biografía de Eginardo, sin embargo, en su mayor parte es considerada verídica y es fiable su relato de la vida de Carlomagno. Es considerado un excelente relato de la vida en la Edad Media más temprana. A pesar de las limitaciones de Eginhardo, ya que era su primer libro, el historiador británico Thomas Hodgkin dice: «Casi todo nuestro conocimiento de Carlos el Grande está sacado de Eginhardo, y Vita Karoli Magni es uno de los mejores legados literarios de la Alta Edad Media».